# Еллінг
«Еллінг» — норвезький художній фільм 2001 року, який отримав номінацію «Найкращий фільм іноземною мовою» кінопремії «Оскар» у 2002 році.

## Сюжет
Двоє чоловіків середнього віку після лікування в психіатричній лікарні отримують квартиру, державне забезпечення та соціального працівника, який спостерігає за адаптацією колишніх пацієнтів. Еллінг — «матусин синок», але доволі начитаний, К'єл навчався в школі для розумово відсталих та весь час терпів побої. Вони поступово освоюються, у них з'являються друзі та нормальне життя.

## У ролях
| Актор                 | Роль               |
| --------------------- | ------------------ |
| Пер Крістіан Еллефсен | Еллінг             |
| Свен Нордін           | К'єл Б'ярні        |
| Маріт Піа Якобсен     | Рейдун Нордслеттен |
| Йорген Лангхелле      | Франк Ослі         |
| Пер Крістенсен        | Альфонс Йоргенсен  |
| Гільде Улауссон       | Гунн               |

## Створення фільму

### Виробництво
Зйомки фільму проходили в Осло, Норвегія.

### Знімальна група
- Кінорежисер — Петтер Несс
- Сценаристи — Аксель Геллстеніус, Ларрі Стакі
- Кінопродюсер — Даг Альвеберг
- Композитор — Ларс Лілло Стенберг
- Кінооператор — Свейн Кревель
- Кіномонтаж — Інге-Лізе Лангфельдт
- Художник-постановник — Ян Сундберг
- Артдиректор — Гаральд Егеде-Ніссен
- Художник з костюмів — Аслауг Конрадсдоттір
- Підбір акторів — Яннаке Бервель, Гаральд Даль[4].

## Сприйняття

### Критика
Фільм отримав схвальні відгуки. На сайті Rotten Tomatoes оцінка стрічки становить 85 % на основі 59 відгуків від критиків (середня оцінка 7,1/10) і 91 % від глядачів із середньою оцінкою 4/5 (6 811 голосів). Фільму зарахований «свіжий помідор» від кінокритиків та «попкорн» від глядачів, Internet Movie Database — 7,6/10 (13 052 голоси), Metacritic — 70/100 (21 відгук критиків) і 6,6/10 (16 відгуків від глядачів).

### Номінації та нагороди
| Нагороди та номінації фільму «Еллінг» | Нагороди та номінації фільму «Еллінг»            | Нагороди та номінації фільму «Еллінг»    | Нагороди та номінації фільму «Еллінг» | Нагороди та номінації фільму «Еллінг» | Нагороди та номінації фільму «Еллінг» |
| Рік                                   | Кінофестиваль/кінопремія                         | Категорія/нагорода                       | Номінант                              | Результат                             |                                       |
| ------------------------------------- | ------------------------------------------------ | ---------------------------------------- | ------------------------------------- | ------------------------------------- | ------------------------------------- |
| 2001                                  | Фестиваль Американського інституту кіномистецтва | Гран-прі                                 | Петтер Несс                           | Номінація                             |                                       |
| 2001                                  | «Аманда»                                         | Найкращий актор                          | Пер Крістіан Еллефсен                 | Номінація                             |                                       |
| 2001                                  | Дні нордичних фільмів у Любику                   | Вибір глядачів                           | Петтер Несс                           | Перемога                              |                                       |
| 2001                                  | Дні нордичних фільмів у Любику                   | Приз екуменічного журі                   | Петтер Несс                           | Перемога                              |                                       |
| 2001                                  | Міжнародний кінофестиваль у Сан-Себастьяні       | Найкращий новий режисер: Особлива згадка | Петтер Несс, Даг Альвеберг            | Перемога                              |                                       |
| 2001                                  | Міжнародний кінофестиваль у Сан-Себастьяні       | Приз молодіжного журі                    | Петтер Несс                           | Перемога                              |                                       |
| 2001                                  | Стокгольмський міжнародний кінофестиваль         | Найкращий сценарій                       | Аксель Геллстеніус                    | Перемога                              |                                       |
| 2001                                  | Стокгольмський міжнародний кінофестиваль         | Приз ФІПРЕССІ                            | Петтер Несс                           | Перемога                              |                                       |
| 2001                                  | Стокгольмський міжнародний кінофестиваль         | «Бронзовий кінь»                         | Петтер Несс                           | Номінація                             |                                       |
| 2001                                  | «Темні ночі»                                     | Baltic Distribution Award                | Петтер Несс                           | Перемога                              |                                       |
| 2002                                  | «Оскар»                                          | Найкращий фільм іноземною мовою          | «Еллінг»                              | Номінація                             |                                       |
| 2002                                  | Фестиваль комедійних фільмів у Пенісколі         | Найкращий фільм                          | «Еллінг»                              | Перемога                              |                                       |
| 2002                                  | Руанський нордичний кінофестиваль                | Найкращий актор                          | Пер Крістіан Еллефсен                 | Перемога                              |                                       |
| 2002                                  | Руанський нордичний кінофестиваль                | Вибір глядачів                           | Петтер Несс                           | Перемога                              |                                       |
| 2002                                  | Міжнародний кінофестиваль у Сіетлі               | Найкращий фільм                          | «Еллінг»                              | Перемога                              |                                       |
| 2002                                  | Міжнародний кінофестиваль у Сан-Паулу            | Найкращий фільм                          | «Еллінг»                              | Номінація                             |                                       |
| 2002                                  | Варшавський міжнародний кінофестиваль            | Вибір глядачів                           | Петтер Несс                           | Перемога                              |                                       |